# Mr. Toad's Wild Ride

Mr. Toad's Wild Ride est une attraction des parcs Disney américains. Elle présente, sous la forme d'un parcours scénique, des séquences d'une section du dessin animé Le Crapaud et le maître d'école.
Cette attraction est l'une des rares attractions présentes à l'ouverture du parc Disneyland en 1955 et encore ouverte. Elle fut dupliquée au Magic Kingdom mais malgré une longue campagne de protestation, le Voyage de crapaud pour nulle part en particulier y fut fermée en 1998 et remplacée par Many Adventures of Winnie the Pooh.
Parmi les imagineers ayant participé à l'attraction, on peut citer Ken Anderson.

## L'histoire

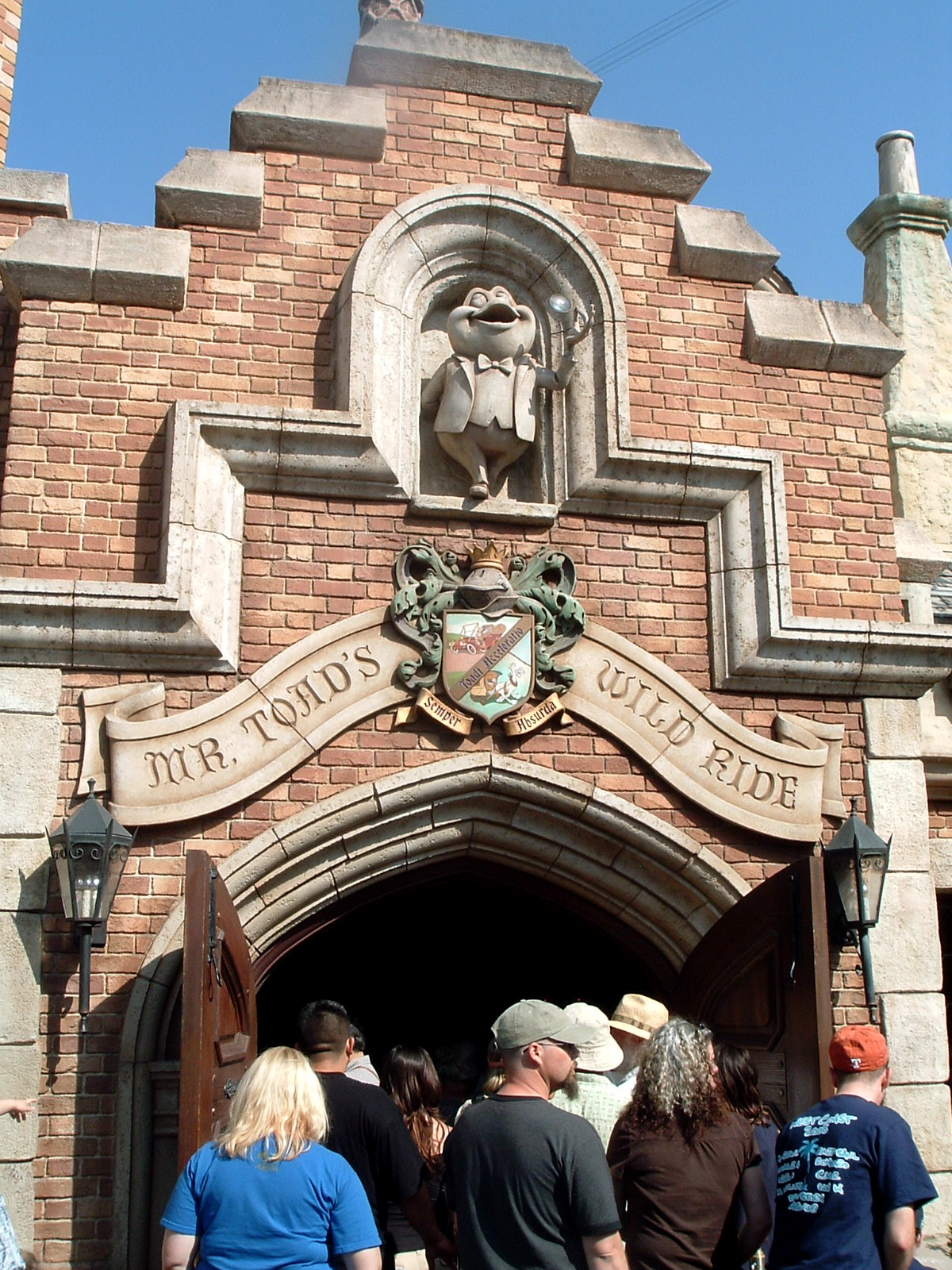
Façade de l'attraction à Disneyland.

L'attraction fait traverser aux visiteurs des scènes du Vent dans les Saules. Les véhicules ont la forme de voitures de La Belle Epoque. Elle démarre dans Toad Hall, le manoir de Crapaud, où le visiteur, entre autres, traverse la cheminée de la bibliothèque et évite d'être frappé par une armure. À l'extérieur, la voiture poursuit sa route cahoteuse dans une rivière, ensuite, dans la rue d'une ville, encore ensuite dans un tribunal avant de se retrouver en Enfer.
L'attraction n'est pas à proprement parler une attraction à sensation mais elle n'est pas aussi lente et tranquille que les autres parcours scéniques. Le visiteur est embarqué dans un véhicule qui tourne brusquement et souvent part à pleine vitesse vers un obstacle qui est évité à la dernière seconde. Et dans la version de Floride, à un moment donné, les deux véhicules se trouvant sur deux parcours différents se dirigeaient directement l'un vers l'autre, donnant ainsi l'impression d'une collision imminente.

## Les différentes attractions

### Disneyland
L'attraction est connue pour sa scène finale où le véhicule percute un train à l'approche envoyant les passagers en "Enfer", une pièce chauffée où apparaissent le Diable et des petits démons se trémoussant. 
- Ouverture : 17 juillet 1955 (avec le parc)[2]
  - réouverture : 23 mai 1983
- Conception: WED Enterprises, Arrow Dynamics
- Durée : 2 min 1 s.
- Ticket requis : "C"
- Type d'attraction : parcours scénique en véhicule mobile
- Situation : 33° 48′ 48″ N, 117° 55′ 07″ O

 Cette attraction a ouvert avec le parc Disneyland, c'est une attraction du Disneyland d'origine

### Magic Kingdom
Elle ouvrit en 1971. Elle fut fermée en 1998 et remplacée par Many Adventures of Winnie the Pooh, tandis que l'espace en face qui était un grand lagon et accueillait les 20,000 Leagues Under the Sea fut comblé et remplacé par la Forêt des rêves bleus.
Cette version de l'attraction possédait deux circuits et deux quais d'embarquement séparés. Les véhicules avaient aussi la forme de voitures de La Belle Epoque qui, en fonction de leur zone de départ, suivaient des voies différentes permettant aux visiteurs de voir différemment l'attraction. 
- Ouverture : 1er octobre 1971 (avec le parc)[2]
- Fermeture : 7 septembre 1998
- Ticket requis : "C"
- Type d'attraction : parcours scénique
- Situation : 28° 25′ 12″ N, 81° 34′ 49″ O
- Attraction suivante :
  - Many Adventures of Winnie the Pooh (depuis 1999)

### Disneyland Paris
Le parc possède un restaurant nommé Toad Hall Restaurant avec une façade presque identique à l'attraction de Californie situé entre l'attraction Peter Pan's Flight et la gare du Disneyland Railroad.